# Martin Stock (Komponist)

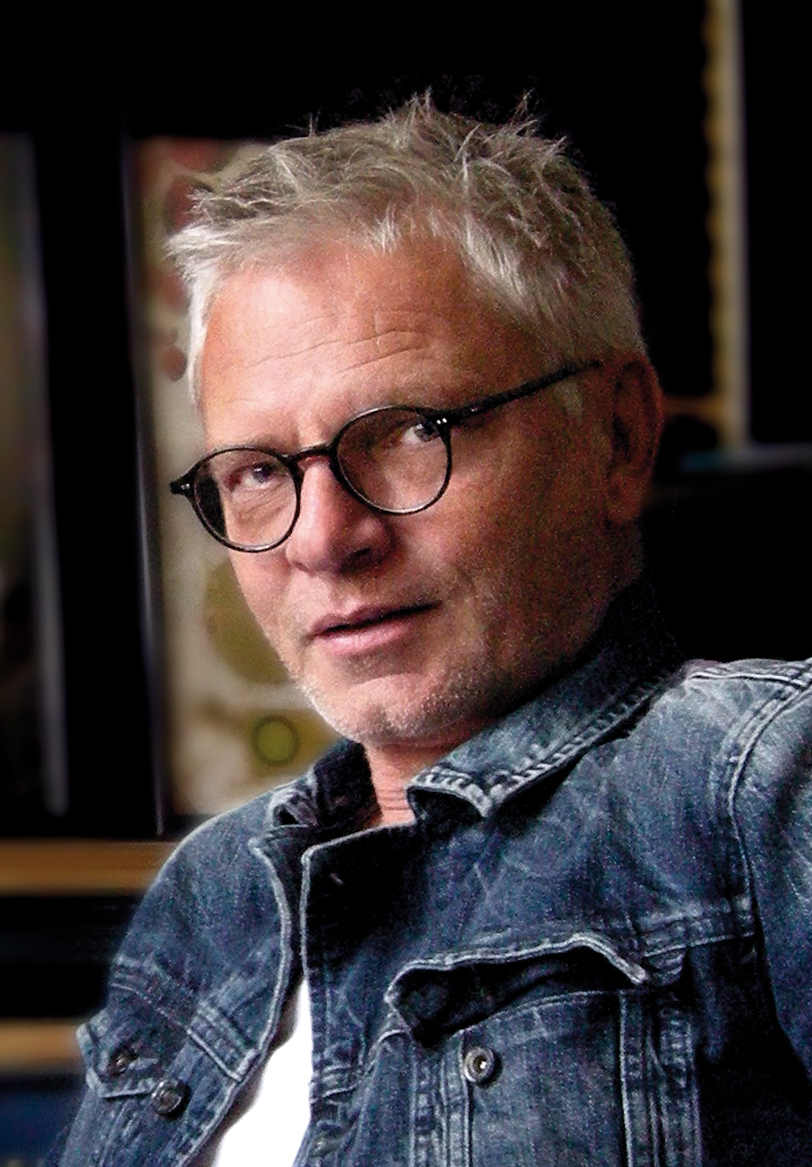
Martin Stock

Martin Stock (* 10. März 1961 in Gießen) ist ein deutscher Filmkomponist und Musikproduzent. Er lebt und arbeitet seit 1992 in München. Er arbeitete mit der Oscar-Preisträgerin Caroline Link ebenso zusammen wie mit dem mehrfachen Echo-Gewinner Bushido und Peter Maffay.

## Leben
Martin Stock studierte ab 1982 Musik und Germanistik in Frankfurt am Main. Von 1987 bis 1991 hatte er dort einen Lehrauftrag für Ballettbegleitung an der Hochschule für Musik und Darstellende Kunst. Es folgten eine Hospitanz bei Ennio Morricone in Rom und ein Aufenthalt bei Steven Scott Smalley in Los Angeles. In der Zeit von 1991 bis 1996 war er musikalischer Leiter der Ballettcompagnie des Staatstheaters am Gärtnerplatz in München. Seit 1996 ist Stock freischaffender Komponist und Produzent.
Zahlreiche Filme mit der Musik von Martin Stock wurden mit Preisen ausgezeichnet, und für die Zusammenarbeit mit Bushido erhielt er 2010 zwei goldene Schallplatten für über 250.000 verkaufte Tonträger.

## Filmografie
- 1998: Flanell No. 5 – Tanzfilm, München

Oskar Nominierung: bester ausländischer Kurzfilm
- 2000: Mein Partner auf vier Pfoten – Serie (Titelmusik und Co-Komponist)
- 2000: Lieb mich – Fernsehfilm, Regie: Maris Pfeiffer
- 2001: Emilie Schindler – Dokumentarfilm, Regie: Matthias Kessler
- 2002: Eine außergewöhnliche Affäre – Spielfilm, Regie: Maris Pfeiffer
- 2002: Sphinx – Mordfall Kaspar Hauser – Dokumentarfilm, Regie: Gabriele Wengler
- 2004: Ein starkes Team: Kinderträume, Regie: Maris Pfeiffer
- 2002: Fernweh – Kurzfilm, Regie: Pia Strietmann
- 2003: Filmsternchen – Kurzfilm, Regie: Pia Strietmann
- 2003: Ein starkes Team: Das große Schweigen, Regie: Maris Pfeiffer
- 2003: Amons Tochter – Dokumentarfilm, Regie: Matthias Kessler
- 2003: Das Mammut kehrt zurück – Dokumentarfilm, Regie: Tobias Heilmann
- 2004: Sphinx – Marie Antoinette vom Thron zum Schafott – Dokumentarfilm, Regie: Gabriele Wengler
- 2005: Durch die Blume – Kurzfilm,  Regie: Maximilian Engert

1. Preis beim Filmfest Santiago de Chile, 1. Preis Murnaupreis der Friedrich Murnau-Stiftung
- 2005: Eine große Nachtmusik – Titelmusik der ZDF Musiksendung mit Götz Alsmann
- 2005: Allianz Arena München – 2 Dokumentarfilme, Regie: Su Turhan
- 2006: Sphinx – Jeanne d’Arc – Dokumentarfilm, Regie: Gabriele Wengler
- 2006: Sphinx – Das Turiner Grabtuch – Dokumentarfilm, Regie: Gabriele Wengler
- 2007: Auf nach Afrika – Doku-Soap, (16 Teile), Regie: Gabriele Wengler
- 2007: Aus dem Tritt – Kurzfilm, Regie: Pia Strietmann

Studio Hamburg Nachwuchspreis 2009 (nominiert), Starter Filmpreis der Stadt München 2009
- 2008: Im Winter ein Jahr – Kinospielfilm, (Musicalscene), Regie: Caroline Link
- 2009: Die biblischen Plagen – Dreiteilige Dokumentation, ZDF, Regie: Gabriele Wengler
- 2009: So ein Schlamassel – TV-Komödie, Regie: Dirk Regel
- 2011: Tage die bleiben – Kinospielfilm, Regie: Pia Strietmann
- 2011: Wunderkinder – Kinospielfilm, Regie: Marcus O. Rosenmüller

41. Giffoni Film Festival: Kategorie 13 + 2. Preis, ECFA Award und CGS Award Filmfestival, Jerusalem: Shalev Yad Vashem Chairman’s Award
- 2012: Die Holzbaronin – Fernsehfilm, Regie: Marcus O. Rosenmüller
- 2014: Auf das Leben!, Spielfilm, Regie: uwe Janson
- 2015: Tiefe Wunden – Ein Taunuskrimi, Regie: Marcus O. Rosenmüller
- 2015: Sturköpfe
- 2016: Mein Sohn, der Klugscheißer
- 2017: Ruhestörung – Kurzfilm,  Max Ophüls-Preis
- 2019: Crescendo – Spielfilm, Regie: Dror Zahavi
- 2020: Das Geheimnis der Freiheit – Fernsehfilm, Regie: Dror Zahavi
- 2022: The Magic Flute – Das Vermächtnis der Zauberflöte
- 2023: Münter & Kandinsky – Kinospielfilm, Regie: Marcus O. Rosenmüller
- 2025: Polizeiruf 110: Ein feiner Tag für den Bananenfisch

## Theater/Musical
- Tabaluga und die Zeit, Peter Maffay – Musikproduktion, Premiere Herbst 2012
- Sissi Perlinger Show 2010 „Gönn’ Dir ne Auszeit“ – Musikproduktion, Premiere Herbst 2010
- Tannenbaum – Auftragswerk des WDR, Köln für großes Orchester und Sprecher Premiere Winter 2010 Funkhaus des WDR, Rundfunkorchester des WDR & Rufus Beck
- Zwischen Elf und ... – Ballettmusik, Staatstheater am Gärtnerplatz München
- Lola Montez – Ballettmusik, Staatstheater am Gärtnerplatz München
- Der Impresario von Smyrna – Schauspielmusik & Mini-Oper, Pasinger Fabrik München
- Frau Holle – Musicalarrangement & musik. Leitung, Theater im Bayerischen Hof, München
- Pu der Bär – Musical für Kinder, Theater im Bayerischen Hof, München
- Jahre später, selbe Zeit – Bühnenmusik, Theater im Bayerischen Hof, München
- Konzert für zwei Klaviere & Streicher – Ballett, New York City Ballet
- John – Musical, Bad Nauheim

## Diskografie
- Wunderkinder – Soundtrack
- Elin Kolev Works For Violin – „Larissas Lied“ u. „Poesia“ für Violine und großes Orchester
- Tage die bleiben – Soundtrack
- Bushido – Heavy Metal Payback – Komposition & Produktion (https://www.kingbushido.de)
- Frankonia Suiten – Die CD für die Frankonia-Eurobau, Nettetal; Symphonische Suiten für großes Orchester
- Die Welt ist Rund – Hörbuch mit Musik, gelesen von Rufus Beck; hr2 Hörbuchbestenliste Februar 2009
- Eine außergewöhnliche Affäre – Soundtrack
- Mordfall Kaspar Hauser – Soundtrack
- Pu der Bär – Musical
- Lieb mich – Soundtrack
- Wie das Rad die Welt veränderte – Soundtrack
- Assignment Berlin – Soundtrack
- Siemens "Get a bit more" – Get a bit more
- Siemens "Symphony Of Visions" – Toccata for organ, orchestra and electronic percussion; Symphony of Visions
- Siemens "Sirius 3R" – Filmmusik-Suite
- Siemens "Conquer new Horizons" – Conquer new Horizons

take a break
- Volume 1 – Sechs Stücke für Klavier und Orchester
- Volume 2 – piano impressions by Martin Stock
- Volume 3 – dreams till dawn
- Premier edition 2006

Als Produzent
- Bushido – Heavy Metal Payback
- Bushido & Frank White – Carlo Cokxxx Nutten 2

- Volker Bengl – Vorhang auf
- Volker Bengl – Leb Deine Träume
- Volker Bengl – Magische Töne

## Auszeichnungen
- Konzert für zwei Klaviere & Streicher – Honorable Mention, Composers Guilt, Utah
- Wie das Rad die Welt veränderte – Golden Global Award 2002, Hamburg
- Durch die Blume – 1. Preis beim Filmfest Santiago de Chile & 1. Preis Murnaupreis der Friedrich Murnau-Stiftung
- Ruhestörung – Max Ophüls Preis
- Aus dem Tritt – Studio Hamburg Nachwuchspreis 2009 (nominee) & Starter Filmpreis der Stadt München 2009
- Bushido – Heavy Metal Payback – Gold Award für 100.000 verkaufte Tonträger
- Bushido – Für immer jung – Gold Award für 150.000 verkaufte Tonträger